# Édito da Restituição
O Édito da Restituição de 6 de março de 1629 foi uma tentativa de Fernando II de restabelecer o entendimento religioso e territorial depois da Paz de Augsburgo (1555). A "Reserva Eclesiástica" proibiu a secularização das terras católicas. Depois de 1555, nenhuma terra católica poderia ser convertida ao controle protestante. Porém, devido a décadas de imperadores fracos a "Reserva Eclesiástica" não foi exigida. Esta falta de autoridade e o valor relativo da terra levaram vários príncipes a secularizarem a terra.
O "Édito da Restituição" foi uma tentativa de assegurar que a "Reserva Eclesiástica" fosse exigida. Afetou os arcebispados secularizados de Bremen e Magdeburgo, doze bispados e mais de 100 casas religiosas. O Édito resultou em uma grande transferência de poder e propriedades dos protestantes para os católicos. Como conseqüência, milhares de protestantes fugiram para Estados controlados por protestantes.
O maior impacto acorreu no nordeste da Alemanha. Era lá onde a força de Fernando era mais fraca. Fernando indicou administradores imperiais para assumirem os Estados e cidades secularizados, restabelecendo a autoridade imperial em uma área que tinha estado livre do governo imperial por quase cem anos. As ações de Fernando não foram bem recebidas pelos príncipes. Foi um movimento que alarmou os franceses — achou Fernando que estava dentro dos seus direitos fazer o que fez.
Os príncipes alemães não puderam fazer nada. Eles viram a Coalizão ser destruída. Albrecht von Wallenstein tinha um grande exército de 134 000 tropas à disposição do Imperador para forçar a sua autoridade.
Ironicamente, Wallenstein discordava do Édito, pois este atingia a região que ele considerava ser sua mas, ele fez a sua parte ao lado do imperador. Ele declarou que "ele ensinaria modos aos Eleitores. Eles precisam depender do imperador, não o imperador deles". Fernando teria aprovado tais palavras. A resposta dos príncipes foi pressionar Fernando, por intermédio de Maximiliano da Baviera a dispensar Wallenstein.
A chance deles chegou em 1630 quando Fernando convocou uma reunião dos Eleitores em Ratisbona, porque ele queria que seu filho, também chamado de Fernando, fosse eleito Rei dos Romanos. Ironicamente, o homem com tanto poder teve que confiar, através de lei, nos votos dos Eleitores para continuar sua dinastia. Fernando também esperou persuadir os Eleitores a aprovarem um maior envolvimento imperial nas guerras européias.
João Jorge I da Saxônia e Jorge Guilherme de Brandemburgo (ambos protestantes) retiraram-se em protesto ao Édito da Restituição. Aqueles Eleitores presentes perceberam que tinham muito pouco a ganhar com seus envolvimentos nas guerras. Mesmo assim, Maximiliano ainda pediu a Fernando a dispensa de Wallenstein.
Para conquistar a confiança dos Eleitores, Fernando demitiu Wallenstein em agosto de 1630. A dispensa da figura militar mais poderosa da Europa foi a maior vitória dos Eleitores e Ratisbona foi vista como uma derrota para Fernando.
Tudo isto trouxe graves conseqüências em julho de 1630 — Gustavo Adolfo desembarcou na Pomerânia com 4 000 homens. Ninguém sabia das suas intenções, mas sem Wallenstein, Fernando teve que recorrer uma vez mais a Maximiliano e Tilly.